# Elvis Presley
Elvis Aaron Presley, ameriški pevec in filmski igralec, * 8. januar 1935, Tupelo, Mississippi, ZDA, † 16. avgust 1977, Graceland, Memphis, Tennessee, ZDA.
Elvis Presley je znan kot »kralj rock'n'rolla« in je v svoji karieri posnel 94 malih plošč, 40 uspešnih albumov ter odigral 27 filmskih vlog.

## Življenjepis

### Rojstvo in prvi začetki
8. januarja 1935 v Tupelu sta se Gladys in Vernonu Presley rodila enojajčna dvojčka. Eden izmed njiju - Jesse Garon Presley se je rodil mrtvorojen. Drugi dvojček - Elvis Aaron Presley je tako ostal edini otrok in je bil tako razvajen, kolikor je dopuščal družinski proračun.
Odraščajoči Elvis je včasih s starši pel na raznih taborih, obletnicah in cerkvenih shodih, vendar so sodelovali le pri zborovskem petju, ne pa kot »priljubljen trio« ali v cerkvenih zborih, kot je večkrat zapisano v raznih revijah in »biografijah«. Elvis si je zaželel kolo, vendar so si njegovi starši lahko privoščili le kitaro, ki jo je tako dobil za svoj enajsti rojstni dan. V naslednjih mesecih se je Elvis sam naučil igrati kitaro, ob majhni pomoči stricev Johnnya Smitha in Vestra Presleya, ki sta mu pokazala precej prijemov. Zaradi slabih življenjskih razmer in primanjkovanja denarja pa so leta 1948, ko je bil Elvis star 13 let, zapustili Tupelo in se preselili v Memphis, kjer je Elvis nadaljeval svoje šolanje.
Izmed vseh dečkov je bil že navzven drugačen. Imel je dolge lase in zalizce, nosil je kričeča oblačila, rožnata in črna. Z ragbijem, pričesko in načinom oblačenja si je Elvis razvijal osebnost, počasi gradil samozavest, občutek lastne varnosti. Vseeno je ostal plah, začuda pa je bil najbolj zadržan v svoji glasbi. Kadar je bilo treba zapeti za prijatelje, na kitari odbrenkati nekaj akordov, ki jih je znal, se Elvis ni nič obotavljal, toda kadar je šlo za nastopanje pred kom drugim, se je umaknil. Šele ko je Mildred Scrivener, učiteljica zgodovine na Humesovi srednji šoli, Elvisa uvrstila na šolsko zabavno prireditev, se je začel otresati boječnosti. Junija 1953 je Elvis maturiral na Humesu in začel iskati kakršenkoli posel. Poleti 1953 je začel delati v tovarni drobnega orodja - to je bilo ročno delo, nato pa je oddal prošnjo za službo pri električni družbi Crown in jo tudi dobil.
Leta 1954 je potrkal na vrata studia Sama Phillipsa, da bi za mamin rojstni dan posnel ploščo. Ker je bila črnska vokalna skupina The Ink Spots ena izmed Elvisovih najljubših, je na ploščo posnel eno izmed njenih pesmi - »My Happines«, druga pesem pa je bila »That's When Your Heartaches Begin.« Elvis je posnel še drugo ploščo na kateri sta bili pesmi »Casual Love« in »I'll Never Stand in Your Way« (country pesem). Sam je poklical lokalna glasbenika Scottya Moora, enaindvajsetletnega kitarista in basista Billa Blacka. Čeprav nad glasbo nista bila zelo navdušena, so načrtovali snemanje. Prva stvar, ki je šla na trak je bila »I Love You Because« in »That's All Right Mama. Elvisova druga plošča je izšla v času, ko je podpisal pogodbo z Bobom Nealom, januarja 1955. Bob Neal naj bi urejal vse Elvisove nastope, bil pa je tudi njegov menedžer. Na plošči je bila pesem »Good Rockin'Tonight«, na hrbtni strani pa »I Don't Care, if the Sun Dont't Shine«. Pod vodstvom Boba Neala se je začel razvoj.
Elvis, Scotty in Bill - takrat so jih začeli napovedovati kot Blue Moon Boys - so v bistvu imeli enake nastope kot prej, vendar pa so igrali bolj pogosto. Na 3. plošči sta bili posneti pesmi »Milskov Blues Boogie« (bluesovska balada) in »You're a Heartbreaker« (hribovska pesem, ki so ji dodali rockerski ritem), vendar je šla ta plošča slabo v promet. Medtem, ko je bil Elvis na turneji, ki jo je začel 1. maja 1954 v New Orleansu in jo nadaljeval v Louisiani, Alabami, Floridi, Georgii, Virginiji in Tennesseeju ter 20. maja končali v Chattanoogi, je izšla 4. plošča s pesmima »Baby, Let's Play House« (bluesovska pesem), ki je vpeljala kolcajoči goltni stil, po katerem je Elvis postal znan, ter pesem »I'am Left, You're Right, She's gone«. Ko si je četrta plošča utirala pot proti vrhu lestvic, je izšla peta Elvisova plošča, zadnja, ki so jo izdali pri Sun Records. Na njej je bila pesem »Mystery Train« - pesem, ki sta jo napisala Sam Phillips in črnski pevec bluesa Little Junior Parker. Na drugi strani plošče pa je bila »I Forgot to Remember to Forget«.
Prva zbirka - obsegala naj bi besedila in note pesmi, je bila pripravljena na izid 10. decembra. Izdala jo je družba Hill and Range. Glede na to, da je bil leta 1954 Elvis 8. najbolj obetavni country umetnik, je bil 1955. leta 1. Prav poseben pa je bil tudi njegov način plesa. Ko je Scotty zaigral prve tone na kitari, so Elvisove noge začele poskakovati in se zvijati. Elvis je tolkel s palcem obratni ritem po svoji kitari, uporabljal jo je samo kot pripomoček in skorajda ni igral nanjo. Suval je z boki, noge je premikal nekako tako, da je bilo videti kot mešanica hitrega shuffla in charlestonskega koraka. Posmehnil se je, spustil veke in ukrivil levi ustni kotiček. Uporabil je čisto vse telesne trike, ki se jih je bil domislil v šestnajstih mesecih po izidu prve plošče. Triki so bili zaradi stalnega ponavljanja izpiljeni, vendar še vedno naravni in spontani. Televizijsko občinstvo ni še nikoli videlo česa takšnega. Na prvi album (LP, velika plošča) je Elvis posnel svojih 12 uspešnic: »Blue Suede Shoes«, »Heartbreak Hotel«, »I Got a Woman«, »Tutti Frutti«, »Money Honey«, »I'm Counting on You«, »Happy Whistler«, »Blue Moon«, »Youst Because«, »I'll Never Let You Go« in »I Love You Because«.

### Film
V šestdesetih letih pa je Elvis uspel tudi v filmih, saj je pel in igral v dveh do treh letno. Elvis je začel igrati v svojem prvem filmu Love Me Tender 22. avgusta 1957. Pesem »Love Me Tender«, ki jo je pel Elvis, je bila tudi naslovna pesem tega filma. Elvisov drugi album je izšel oktobra, vseboval pa je zbirko dvanajstih pesmi, ki so bile približno takšne, kot tiste na prvem LP-ju (»So Glad You're Mine«, »How the World Treating You«, »Old Shep«, »Ready Teddy«, »Rip It Up«, »Long Tall Sally«, »Love Me« …).
Elvis se je začel med počitniškimi meseci v studiu Paramount Pictures pripravljati na svojo drugo filmsko vlogo. Šlo je za film Loving You, prvi film, ki ga je z Elvisom posnel Hal Wallis (potem jih je še 8). V Loving You je bilo 7 pesmi, dovolj za eno stran albuma, ki ga je Elvis izdal leta 1957. 1. maja 1957 se je Elvis prikazal v studiu M-G-M v Culver Cityju, zunaj Los Angelesa, kjer naj bi začel snemanje za izredno uspešen film Jailhouse Rock.
Kadar Elvis ni snemal plošč ali filmov in koncentriral, je igral ragbi. To je bilo eno njegovih najljubših sredstev, s katerim je pozabil na pritiske, ki jih je doživljal med kariero, tisti, s katerimi je igral, pa so bili po navadi njegovi stari pajdaši s srednje šole in prijatelji, ki si jih je pridobil v Hollywoodu.
Na deževno, hladno jutro, 24. marca 1957 je Elvis prispel v Memphiški urad za vpoklic. Zaradi vojske so mu ostrigli lase ter zalizce. Obravnavali so ga enako kot ostale vojake. RCA je izdala še 2 plošči, leta 1960 - kmalu, ko je Elvis februarja odšel od vojakov. Ena izmed njiju se je imenovala Elvis' Golden Records, druga, 21. njegova mala plošča pa »Wear My Ring Around Your Neck« in »Doncha' Think It's Time«. 14. avgusta 1958 je Elvisu zaradi srčnega napada umrla 46-letna mati.
Izdal je še veliko plošč in albumov, kot so: For LP Fans Only, Elvis is Back, It's Now or Never, Hand in Mine, Bilboard … Poleg tega pa je osvojil v karateju tudi črni pas 2. stopnje. Elvis je spoznal Priscillo Beaulieu, ki je bila hči ameriškega letalskega kapitana. Elvis in Priscilla sta se poročila v Las Vegasu, 1967. leta, 9 mesecev po poroki pa se jima je rodila Lisa Marie.
Elvis je v 70. letih imel večjo skupino, imenovano TCB (Taking Care of Business). Sestavljali so jo James Burton (solo kitara), John Wilkinson (ritem kitara), Jerry Scheff (bas kitara), Gled D. Hardin (klavir), David Briggs (električni piano 1975–1977), Ronnie Tutt (bobni) ter Charlie Hodge (osebni pomočnik, vokal) in orkester Joeja Guercie.

### Smrt
Leta 1977 je umrl zaradi srčnega napada, ki je bil posledica nezmernega načina življenja. Vzrok smrti je razkrila tudi televizija Discovery Channel, ki je dokazala prisotnost močnih poživil v Elvisovi krvi. Elvis fizično ni bil sposoben prenesti tolikšnega števila nastopov, zato je bil prisiljen v to razvado. To je samo pospešilo njegov srčni napad .
Njegov dom v Gracelandu je postal svetišče za milijone obiskovalcev z vsega sveta.

## Filmografija
Elvis naj bi debitiral na filmskem platnu konec leta 1955 v dokumentarcu imenovanem The Pied Piper of Cleveland, ki govori o DJ-ju Bill Randlu. Film naj bi bil v celoti predvajan le enkrat in ni bil nikoli izdan v komercialne namene. Film trenutno velja za 'založenega' in nekaj raziskovalcev Elvisovega življenja pravi, da ni nikoli obstajal, pa čeprav kar nekaj dokazov temu nasprotuje.
Vključno s prvencem Love Me Tender (premierno predvajanim 15. novembra 1956), je Elvis kot glavni igralec nastopil v 33 filmih. Večina je bila glasbenih filmov (muzikalov), osnovana na Elvisovih glasbenih predstavah.
Režiserji so ga označili kot delovnega in prizadevnega filmskega igralca.
| Leto | Film                            | Vloga                           |
| ---- | ------------------------------- | ------------------------------- |
| 1956 | Love Me Tender                  | Clint Reno                      |
| 1957 | Loving You                      | Jimmy Tompkins / Deke Rivers    |
| 1957 | Jailhouse Rock                  | Vince Everett                   |
| 1958 | King Creole                     | Danny Fisher                    |
| 1960 | G.I. Blues                      | Tulsa McLean                    |
| 1960 | Flaming Star                    | Pacer Burton                    |
| 1961 | Wild in the Country             | Glenn Tyler                     |
| 1961 | Blue Hawaii                     | Chad Gates                      |
| 1962 | Follow That Dream               | Toby Kwimper                    |
| 1962 | Kid Galahad                     | Walter Gulick/Kid Galahad       |
| 1962 | Girls! Girls! Girls!            | Ross Carpenter                  |
| 1963 | It Happened at the World's Fair | Mike Edwards                    |
| 1963 | Fun in Acapulco                 | Mike Windgren                   |
| 1964 | Kissin' Cousins                 | Josh Morgan / Jodie Tatum       |
| 1964 | Viva Las Vegas                  | Lucky Jackson                   |
| 1964 | Roustabout                      | Charlie Rogers                  |
| 1965 | Girl Happy                      | Rusty Wells                     |
| 1965 | Tickle Me                       | Lonnie Beale / Panhandle Kid    |
| 1965 | Harum Scarum                    | Johnny Tyrone aka Harem Holiday |
| 1966 | Frankie and Johnny              | Johnny                          |
| 1966 | Paradise, Hawaiian Style        | Rick Richards                   |
| 1966 | Spinout                         | Mike McCoy                      |
| 1967 | Easy Come, Easy Go              | Lt. Ted Jackson                 |
| 1967 | Double Trouble                  | Guy Lambert                     |
| 1967 | Clambake                        | Scott Heyward/’Tom Wilson’      |
| 1968 | Stay Away, Joe                  | Joe Lightcloud                  |
| 1968 | Speedway                        | Steve Grayson                   |
| 1968 | Live a Little, Love a Little    | Greg Nolan                      |
| 1969 | Charro!                         | Jess Wade                       |
| 1969 | The Trouble with Girls          | Walter Hale                     |
| 1969 | Change of Habit                 | Dr. John Carpenter              |
| 1970 | Elvis: That's the Way It Is     | Elvis Presley                   |
| 1972 | Elvis on Tour                   | Elvis Presley                   |